# Keanu Reeves
Keanu Charles Reeves (/kiˈɑːnu: tʃɑɹlz ɹˈiːvz/) (ur. 2 września 1964 w Bejrucie) – kanadyjski aktor, reżyser, producent filmowy, muzyk i filantrop.
Występował w seriach filmowych, takich jak: Matrix oraz John Wick. Jeden z najlepiej opłacanych aktorów.
31 stycznia 2005 otrzymał gwiazdę w Alei Gwiazd w Los Angeles znajdującą się przy 6801 Hollywood Boulevard.

## Życiorys

### Wczesne lata
Urodził się 2 września 1964 w Bejrucie jako syn geologa Samuela Nowlina Reevesa Jr., Amerykanina mającego zarówno chińsko-hawajskie, jak i europejskie korzenie) oraz Patricii Taylor – Angielki, stylistki i projektantki kostiumów dla artystów, takich jak Alice Cooper, Dolly Parton. Kiedy małżeństwo jego rodziców zakończyło się rozwodem, matka przeniosła się z Keanu do Nowego Jorku. W 1969 matka po raz drugi wyszła za mąż za Paula Aarona, broadwayowskiego reżysera, a następnie przeniosła się z dziećmi do Toronto w Kanadzie, gdzie uzyskała obywatelstwo. Małżeństwo trwało tylko rok. Za mąż wychodziła jeszcze dwukrotnie – za promotora rockowego Roberta Millera, z którym ma córkę Karinę Miller (ur. 1976), a następnie za właściciela salonu fryzjerskiego, Jacka Bonda.
Gdy miał dziewięć lat, wystąpił w przedstawieniu George’a Abbotta Damn Yankees. W Kanadzie uczęszczał do Jesse Ketchum Public School, a następnie studiował na De La Salle College. Cierpi na dysleksję. Jako nastolatek grał w hokeja jako bramkarz zespołu i otrzymał przydomek „The Wall” (pol. „Mur”), ponadto należał do drużyny szachowej. Naukę kontynuował w Etobicoke School of the Arts w Ontario. Nie mógł przystosować się do szkoły – choć uczył się przeciętnie, miał trudności związane z rówieśnikami i nauczycielami. W 1981, mając 17 lat, porzucił szkołę. Dorabiał, pracując jako ogrodnik, poza tym ostrzył łyżwy i był kucharzem w restauracji Patissima.

### Kariera
Na początku kariery sugerowano, by aktor ze względu na swoje oryginalne imię posługiwał się pseudonimem (wśród propozycji pojawiły się K.C. Reeves, Norman Kreeves czy Chuck Spadina), jednak Reeves pozostał przy swoich prawdziwych personaliach. W wieku 19 lat zadebiutował na profesjonalnej scenie w homoerotycznym dreszczowcu Wolfboy (1984) w reżyserii Johna Palmera w Leah Posluns Theatre w Toronto, gdzie rok potem wystąpił jako Merkucjo w tragedii szekspirowskiej Romeo i Julia (1985).
Swoje pierwsze doświadczenia przed obiektywem kamery nabywał dzięki występom w niewielkich produkcjach kanadyjskiej telewizji. Pojawił się w reklamie Coca-Coli oraz gościnnie w sitcomie CBS Hangin’ In (1984) i serialu policyjnym CTV Television Network Nocna gorączka (Night Heat, 1985) z Jeffem Wincottem. W dramacie obyczajowym Youngblood (1986) zagrał postać hokeisty u boku Roba Lowe i Patricka Swayze. Wystąpił w niewielkiej roli Buddy’ego Martina w dramacie kryminalnym HBO Akt zemsty (Act of Vengeance, 1986) z Charlesem Bronsonem. Po roli Le Chevaliera Raphaela Danceny w filmie Stephena Frearsa Niebezpieczne związki (Dangerous Liaisons, 1988) wystąpił w roli Toda, naiwnego ojca i męża w filmie Spokojnie, tatuśku (Parenthood, 1989), oraz Teda Logana w komedii Stephena Hereka Wspaniała przygoda Billa i Teda (Bill & Ted’s Excellent Adventure, 1989) z Alexem Winterem.
Zagrał w teledysku do piosenki Pauli Abdul „Rush Rush” (1991). W następnych latach wystąpił w wielu filmach u licznych reżyserów światowego kina, tworząc kreacje m.in. w Moje własne Idaho, Mały Budda czy Wiele hałasu o nic. Za rolę początkującego agenta FBI Johnny’ego Utaha w dramacie sensacyjnym Kathryn Bigelow Na fali (Point Break, 1991) otrzymał MTV Movie Award jako najbardziej pożądany aktor. Na potrzeby gry w filmie nauczył się surfować. Z kolei za występ w roli Jonathana Harkera w Drakuli (1992) był szeroko krytykowany przez krytyków, ponadto sam twierdził, że źle zagrał swoją postać.
W latach 1991–2002 grał na gitarze basowej w zespole folk-thrashowym Dogstar.
W 1994 zagrał Jacka Travena u boku Sandry Bullock w filmie Speed: Niebezpieczna prędkość, który stał się ogromnym sukcesem komercyjnym (film zarobił 350 mln USD przy 30 mln budżecie). Uczynił on z niego gwiazdora Hollywood, a zarazem jednego z najlepiej zarabiających aktorów amerykańskich. Odrzucił propozycję ponownego zagrania Travena w kontynuacji Speed – Speed 2: Wyścig z czasem (1995), a także odmówił głównej roli w filmie Gorączka, bo wolał występować w Hamlecie na scenie Royal Manitoba Theatre Centre. Następnie zagrał postać prawnika Kevina Lomaxa w Adwokacie diabła (1997) u boku Ala Pacino i Charlize Theron. Jego popularność wzrosła dzięki roli Neo w Matriksie (1999) i jego sequelach, a krytycy – dotychczas chłodno oceniający występy aktora – przychylniej ocenili jego grę, uznaje się także, iż występ Reevesa w roli pierwszoplanowej miał duży wpływ na sposób przedstawiania w mediach aktorów reprezentujących mniejszości etniczne, a także wpłynął na szerszą ekspozycję w kinach amerykańskich aktorów azjatyckiego pochodzenia. Na potrzeby roli w filmie przez cztery miesiące poświęcał po osiem godzin dziennie na treningi kung-fu pod okiem kaskadera Yuena Woo-pinga.

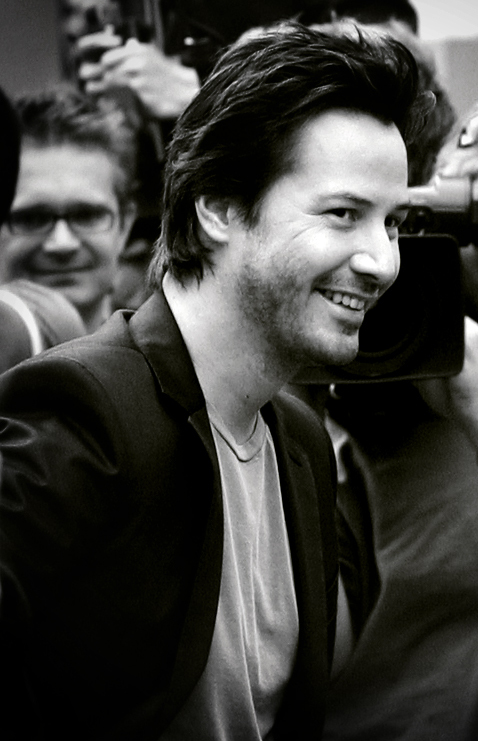
Reeves (2006)

W komediodramacie sportowym Briana Robbinsa Krótka piłka (Hardball, 2001) zagrał niespokojnego uzależnionego od hazardu Conora O’Neilla, który zamierza spłacić swoje wierzytelności i podejmuje się szkolenia drużyny baseballowej. Sukces odniosły również Constantine (2005) i Przez ciemne zwierciadło (2006).
W 2010 zdjęcia Reevesa stały się inspiracją dla internautów do tworzenia memów. Sam aktor ocenił przeróbki swoich zdjęć jako „czystą, dobrą zabawę”.
W 2011 zadebiutował jako producent filmowy obrazem Skok Henry’ego, w którym zagrał główną rolę. W tym samym roku wydał tomik poezji Ode to Happiness oraz założył z zaprzyjaźnionym projektantem motocykli Gardem Hollingerem firmę produkcyjną Arch Motorcycle Company.
W 2010 i 2012 pojawił się na festiwalu Camerimage w Bydgoszczy.
W 2013 zadebiutował jako reżyser filmem Człowiek Tai Chi, w którym zagrał postać Donaki Marka. W kolejnym roku premierę miał film John Wick, w którym zagrał rolę tytułowego byłego zabójcy, którego nowe życie rozpada się, pozostawiając żądzę zemsty. Film odniósł sukces komercyjny (zarobił 86 mln USD przy budżecie 20 mln) i zyskał przychylne recenzje krytyków, rozpoczynając nową franczyzę. W 2017 sukces odniósł sequel filmu – John Wick 2, w 2019 do kin trafił John Wick 3: Parabellum, a w 2023 premierę miał John Wick 4.
W 2017 wraz z zaprzyjaźnioną malarką Alexandrą Grant założył wydawnictwo książkowe X Artists’ Books. W 2019 na E3 przedsiębiorstwo CD Projekt Red przedstawiło zwiastun gry Cyberpunk 2077, w której Reeves użyczył głosu i wizerunku jednemu z głównych bohaterów, Johnny’emu Silverhandowi, buntownikowi walczącemu o przetrwanie.

## Życie prywatne
W latach 1986–1990 spotykał się z Jill Schoelen. W pierwszej połowie lat 90. XX w. był związany z Sofią Coppolą. W 1998 związał się z Jennifer Syme. 24 grudnia 1999 jego jedyna córka urodziła się martwa. 2 kwietnia 2001 Jennifer Syme zginęła w wypadku samochodowym. W 2008 spotykał się z modelką i aktorką Chiną Chow. Od 2019 był w związku z Alexandrą Grant.
W 1988 w wyniku wypadku motocyklowego przeszedł operację usunięcia śledziony. Jest leworęczny.

## Filmografia
- 1985: Miłosna terapia (Letting Go) jako klient
- 1985: One Step Away jako Ron Petrie
- 1986: Bractwo sprawiedliwych (Brotherhood of Justice) jako Derek
- 1986: Babes in Toyland jako Alex / Jack-be-Nimble
- 1986: Akt zemsty (Act of Vengeance) jako Buddy Martin
- 1986: Pod wpływem (Under the Influence) jako Eddie Talbot
- 1986: W zakolu rzeki (River’s Edge) jako Matt
- 1986: Youngblood jako Heaver
- 1986: Wzlot (Flying) jako Tommy
- 1986: Być znowu młodym (Young Again) jako Michael Riley
- 1988: Ubiegłej nocy (The Night Before) jako Winston Connelly
- 1988: Permanent Record jako Chris Townsend
- 1988: Niebezpieczne związki (Dangerous Liaisons) jako Chevalier Danceny
- 1988: Książę Pensylwanii (The Prince of Pennsylvania) jako Rupert Marshetta
- 1989: Life Under Water jako Kip
- 1989: Spokojnie, tatuśku (Parenthood) jako Tod Higgins
- 1989: Wspaniała przygoda Billa i Teda[50] jako Ted Theodore Logan
- 1990: Kocham cię na zabój (I Love You to Death) jako Marlon James
- 1990: Ciotka Julia i skryba (Tune in Tomorrow..) jako Martin Loader
- 1991: Captivated ’92: The Video Collection jako Jim (segment „Rush, Rush”)
- 1991: Providence jako Eric
- 1991: Moje własne Idaho (My Own Private Idaho) jako Scott Favor
- 1991: Na fali (Point Break) jako Johnny Utah
- 1991: Szalona wyprawa Billa i Teda[51] jako Ted Theodore Logan / Zły Ted
- 1992: Dracula (Dracula) jako Jonathan Harker
- 1993: Wiele hałasu o nic (Much Ado About Nothing) jako Don John
- 1993: Wszystko tylko nie buty (Freaked) jako Ortiz, chłopiec od psów
- 1993: I kowbojki mogą marzyć (Even Cowgirls Get the Blues) jako Julian Gitche
- 1993: Mały Budda (Little Buddha) jako Siddhartha
- 1994: Speed: Niebezpieczna prędkość (Speed) jako Jack Traven
- 1995: Johnny Mnemonic jako Johnny Mnemonic
- 1995: Spacer w chmurach (A Walk in the Clouds) jako Paul Sutton
- 1996: Piętno Minnesoty (Feeling Minnesota) jako Jjaks Clayton
- 1996: Reakcja łańcuchowa (Chain Reaction) jako Eddie Kasalivich
- 1997: Adwokat diabła (The Devil’s Advocate) jako Kevin Lomax
- 1997: Życie na krawędzi (The Last Time I Committed Suicide) jako Harry
- 1999: Matrix (The Matrix) jako Neo (Thomas Anderson)
- 1999: Ja i Will (Me and Will) jako Dogstar
- 2000: Obserwator (The Watcher) jako David Allen Griffin
- 2000: Dotyk przeznaczenia (The Gift) jako Donnie
- 2000: Sezon rezerwowych (The Replacements) jako Shane Falco
- 2001: Krótka piłka (Hard Ball) jako Conor O’Neill
- 2001: Słodki listopad (Sweet November) jako Nelson Moss
- 2003: Lepiej późno niż później (Something’s Gotta Give) jako Julian
- 2003: Animatrix (The Animatrix) jako Neo (głos)
- 2003: Matrix Rewolucje (The Matrix Revolutions) jako Neo
- 2003: Matrix Reaktywacja (The Matrix Reloaded) jako Neo
- 2005: Ellie Parker jako Dogstar
- 2005: Rodzinka (Thumbsucker) jako Perry Lyman
- 2005: Constantine jako John Constantine
- 2006: Dom nad jeziorem (The Lake House) jako Alex Wyler
- 2006: Przez ciemne zwierciadło (A Scanner Darkly) jako Fred / Bob Arctor
- 2008: Dzień, w którym zatrzymała się Ziemia[52] jako Klaatu
- 2008: Królowie ulicy (Street Kings) jako detektyw Tom Ludlow
- 2009: Prywatne życie Pippy Lee (The Private Lives of Pippa Lee) jako Chris
- 2011: Skok Henry’ego (Henry’s Crime) jako Henry
- 2012: Generation Um... jako John
- 2012: Side by Side jako on sam
- 2013: Człowiek tai chi jako Donaka Mark
- 2013: 47 roninów (47 Ronin) jako Kai
- 2014: John Wick jako John Wick
- 2016: W imię prawdy (The Whole Truth) jako Richard Ramsay
- 2016: Kto tam? (Knock, Knock) jako Evan Webber
- 2016: Neon Demon jako Hank
- 2016: The Bad Batch jako The Dream
- 2017: John Wick 2 jako John Wick
- 2017: Aż do kości (To the Bone) jako dr William Beckham
- 2018: Siberia jako Lucas Hill
- 2018: Weselne przeznaczenie (Destination Wedding) jako Frank
- 2018: Replicas jako Will Foster
- 2019: Chyba na pewno ty (Always Be My Maybe) jako on sam
- 2019: John Wick 3 jako John Wick
- 2019: Toy Story 4 jako Duke Caboom
- 2020: SpongeBob Film: Na ratunek jako Łebski
- 2020: Bill i Ted ratują wszechświat[53] jako Ted ‘Theodore’ Logan
- 2021: Matrix Zmartwychwstania (The Matrix Resurrections) jako Neo (Thomas Anderson)
- 2021: Rain jako John Rain
- 2022: DC Liga Super-Pets jako Batman (głos)
- 2023: John Wick 4 (John Wick: Chapter 4) jako John Wick
- 2024: Sonic 3. Szybki jak błyskawica jako Shadow the Hedgehog
- 2025: Ballerina. Z uniwersum Johna Wicka jako John Wick

## Gry komputerowe
- 2005: Constantine jako John Constantine
- 2005: The Matrix: Path of Neo jako Neo
- 2020: Cyberpunk 2077 jako Johnny Silverhand
- 2023: Cyberpunk 2077: Widmo wolności jako Johnny Silverhand

## Nagrody i nominacje
| Rok  | Nagroda         | Kategoria                    | Film                          | Rezultat  |
| ---- | --------------- | ---------------------------- | ----------------------------- | --------- |
| 1992 | MTV Movie Award | Najbardziej pożądany aktor   | Na fali                       | Wygrana   |
| 1994 | Złota Malina    | Najgorszy aktor drugoplanowy | Wiele hałasu o nic            | Nominacja |
| 1995 | MTV Movie Award | Najlepszy aktor              | Speed: Niebezpieczna prędkość | Wygrana   |
| 1995 | MTV Movie Award | Najlepszy duet aktorski      | Speed: Niebezpieczna prędkość | Nominacja |
| 1996 | Złota Malina    | Najgorszy aktor              | Spacer w chmurach             | Nominacja |
| 1996 | Złota Malina    | Najgorszy aktor              | Johnny Mnemonic               | Nominacja |
| 1997 | Złota Malina    | Najgorszy aktor              | Reakcja łańcuchowa            | Nominacja |
| 2000 | MTV Movie Award | Najlepszy duet aktorski      | Matrix                        | Nominacja |
| 2000 | MTV Movie Award | Najlepsza rola męska         | Matrix                        | Wygrana   |
| 2000 | MTV Movie Award | Najlepszy film               | Matrix                        | Wygrana   |
| 2000 | Saturn          | Najlepszy aktor              | Matrix                        | Nominacja |
| 2002 | Złota Malina    | Najgorszy aktor              | Słodki listopad               | Nominacja |
| 2002 | Złota Malina    | Najgorszy aktor              | Krótka piłka                  | Nominacja |
| 2004 | MTV Movie Award | Najlepsza scena walki        | Matrix Reaktywacja            | Nominacja |
| 2004 | MTV Movie Award | Najlepszy pocałunek          | Matrix Reaktywacja            | Nominacja |
| 2019 | Saturny         | Najlepszy aktor              | John Wick 3                   | Nominacja |

## Odznaczenia
- Medal Diamentowego Jubileuszu Królowej Elżbiety II (odmiana kanadyjska) – 2012[54]